# سرپتا (لوئیزیانا)
سرپتا (به انگلیسی: Sarepta) شهری در ایالت لوئیزیانا کشور ایالات متحده آمریکا است که جمعیت آن در سرشماری سال ۲۰۱۰ میلادی، ۸۹۱ نفر بوده‌است.